# Macoszyn Duży
 (septembre 2016).
Si vous disposez d'ouvrages ou d'articles de référence ou si vous connaissez des sites web de qualité traitant du thème abordé ici, merci de compléter l'article en donnant les références utiles à sa vérifiabilité et en les liant à la section « Notes et références ».
Macoszyn Duży (prononciation [maˈt͡sɔʂɨn ˈduʐɨ]) est un village de la gmina de Wola Uhruska, du powiat de Włodawa, dans la voïvodie de Lublin, à l'est de la Pologne.
Il se situe à environ 11 kilomètres au nord-ouest de Wola Uhruska (siège de la gmina), 20 kilomètres au sud de Włodawa (siège du powiat) et 68 kilomètres à l'est de Lublin (capitale de la voïvodie).
Sa population s'élevait à 113 habitants en 2013.

## Administration
De 1975 à 1998, le village est attaché administrativement à l'ancienne voïvodie de Chełm.

Depuis 1999, il fait partie de la nouvelle voïvodie de Lublin.